# Districtul Pang Sila Thong
Pang Sila Thong (în thailandeză ปางศิลาทอง) este un district (Amphoe) din provincia Kamphaeng Phet, Thailanda, cu o populație de 30.591 de locuitori și o suprafață de 480,5 km².

## Componență
Districtul este subdivizat în 3 subdistricte (tambon), care sunt subdivizate în 42 de sate (muban).
| Nr. | Nume        | În thailandeză | Sate | Locuitori |  |
| --- | ----------- | -------------- | ---- | --------- |  |
| 1.  | Pho Thong   | โพธิ์ทอง         | 17   | 11,729    |  |
| 2.  | Hin Dat     | หินดาต          | 14   | 10,665    |  |
| 3.  | Pang Ta Wai | ปางตาไว        | 11   | 8,197     |  |